# La belleza (Kustodiev)
La belleza (en ruso: Красавицa) es un cuadro del pintor ruso Boris Kustodiev creado en 1915.
La pintura representa a la esposa de un comerciante que acaba de despertar del sueño, desnuda y medio sentada en su cama, en una dulce e indecisa espera. Es una mezcla de varios estilos, incluido el romanticismo nacionalista, el lubok y el clasicismo, tal como lo practicaban Tiziano y Rubens. Como protagonista, Kustodiev utiliza a la actriz del Teatro de Arte de Moscú Faina Shevchenko, dotada de formas generosas. Esto es lo que el pintor apreciaba de ella ya que las mujeres delgadas no inspiraban su creatividad. Posteriormente, creó tres pinturas más sobre el mismo modelo, pero que se diferencian de su primera composición en detalles relativamente menores. Parece que Kustodiev consideraba La belleza como un programa real y al mismo tiempo como la cima de su investigación de estilo. La pintura original de 1915 se encuentra hoy en la colección de la Galería Tretiakov de Moscú, junto con la versión de 1921. Las variantes de los años 1918 y 1919 se conservan en Tula, en el Museo de Bellas Artes y en una colección privada en Rusia.

## Historia de la creación

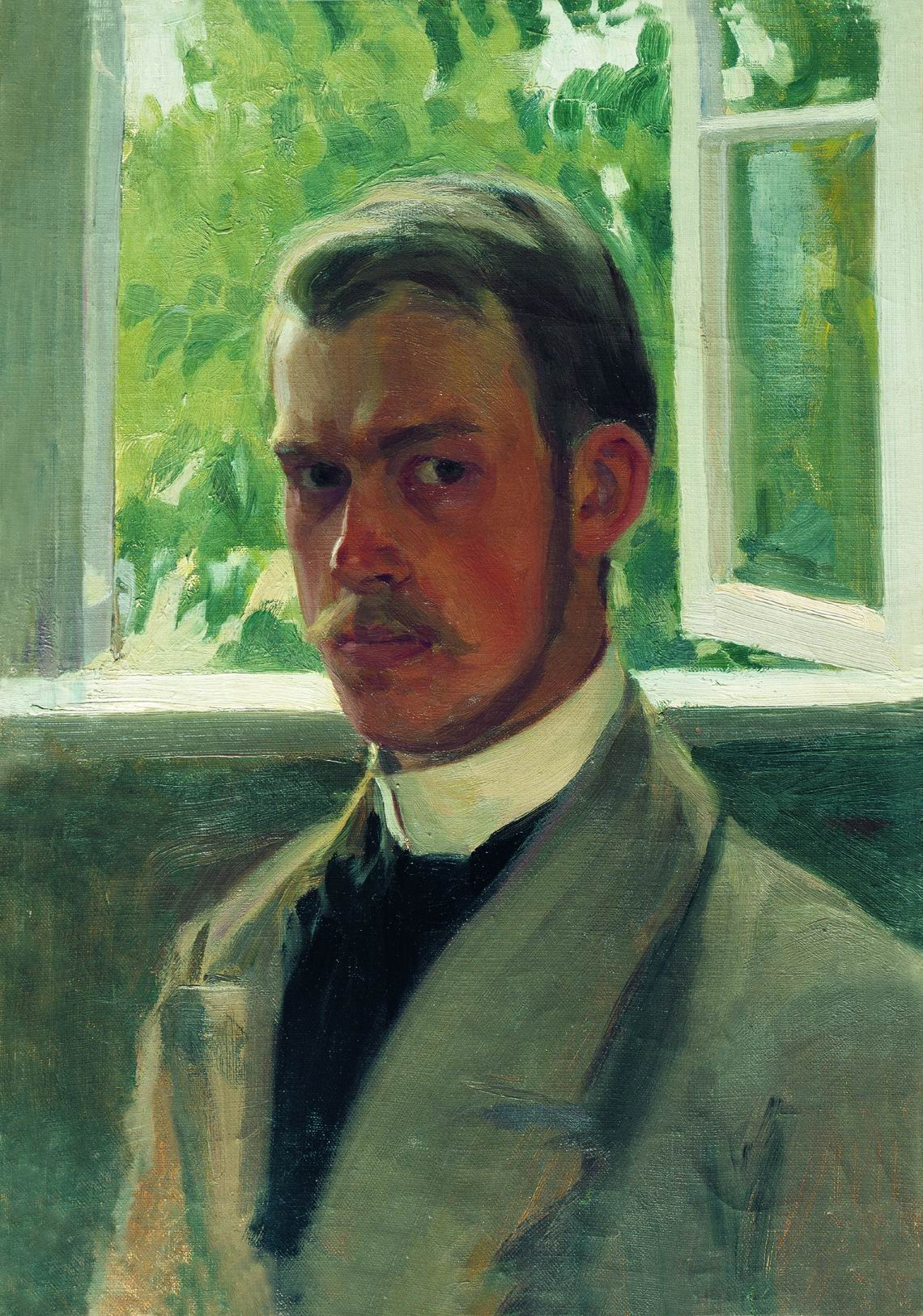
Autorretrato en la ventana, Kustodiev, 1899.

Como miembro de la asociación de artistas Mir iskusstva, Kustodiev no sólo se interesa por el estilo de vida de la nobleza, sino también por las particularidades del provincianismo. Es el verdadero poeta del mundo burgués provinciano.   Los comerciantes de Kustodiev son una especie de dioses, portavoces de las creencias populares sobre la felicidad, la abundancia y la tranquilidad.  Sin embargo, en muchas de sus pinturas sobre el tema del mundo de los comerciantes, el ideal ruso de belleza femenina adquiere proporciones monumentales e hiperbólicas, que reúnen simultáneamente admiración, ironía, barroquismo, pasado y modernidad, realidad y ficción.   Incluso apareció la expresión "belleza de Kustodiev", para describir esa belleza que habita en un determinado mundo de cuento de hadas donde se conserva el viejo estilo de vida anterior a la revolución bolchevique, con sus comerciantes y fiestas populares en las antiguas y tranquilas ciudades de provincia, todo lo que había desaparecido en todas partes. Es en el recuerdo de esta Rusia donde se refugia Kustodiev, mientras está encadenado a su silla de ruedas por la enfermedad. Allí encuentra vida, luz y fuerza, abundancia y música, belleza y placer, en definitiva todo lo que necesita para escapar del aburrimiento de la vida diaria.     La belleza fue pintada mientras Kustodiev sufría convulsiones agudas debido a un tumor en la médula espinal, que lo dejó inmovilizado con las piernas paralizadas durante quince años. 

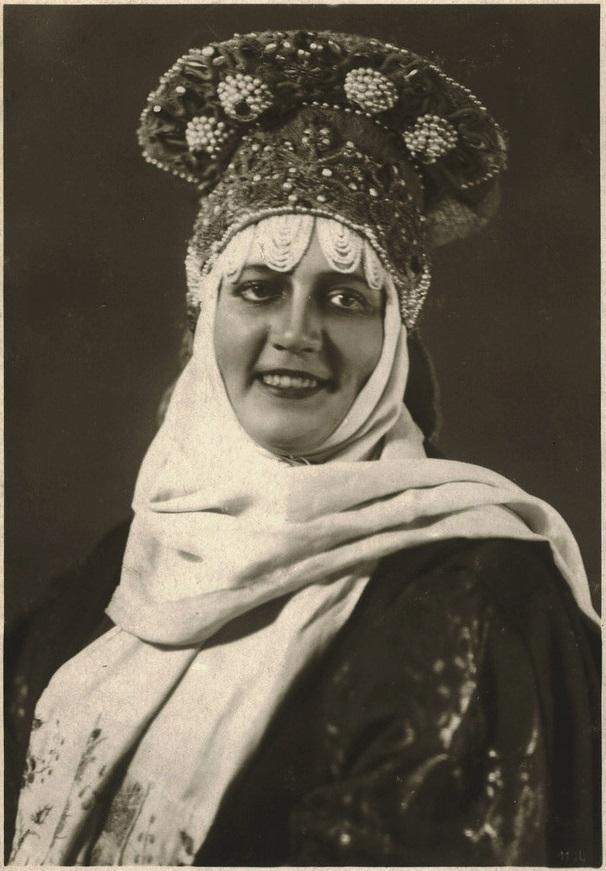
Faina Shevchenko con traje nacional ruso.

Kustodiev tiene gustos diferentes en la pintura que en la vida. Las modelos para sus comerciantes son mujeres corpulentas de la intelectualidad. Kustodiev no se siente particularmente atraído por este tipo de mujeres, y su esposa Yulia Eustafena no tiene la complexión fuerte de las modelos de su marido, siendo de apariencia frágil y discreta. Además, el propio Kustodiev escribe sobre este tema que “Las mujeres delgadas no inspiran su creatividad».,  Cuando invitó a Faina Shevchenko, una de las actrices estrella del Teatro de Arte de Moscú, a interpretar una obra de Anton Chejov   como actriz de género interpretó brillantemente el papel de una mujer atrevida, con carácter que el crítico Pavel Markov resume así: “Deslumbra por su sencillez, luminosa, llena de temperamento y de corazón siempre generoso».  Kustodiev conoció a la joven, pelirroja y opulenta actriz en agosto de 1914 durante los ensayos de la obra La muerte de Pazoukhin basada en la novela de Mijaíl Saltykov-Shchedrín, para la cual Kustodiev compuso los decorados. Ella lo fascina.    En esta producción de Vassili Lujsski, Shevchenko interpreta el papel de la esposa del Consejero de Estado Nastasia Ivanovna Furnatcheva, una dama "opulenta", irreflexiva, perezosa, de unos treinta años, cubierta de perlas: el tipo de modelo que atrae a Kustodiev y lo hace pensar en crear una pintura sobre este tema.  Después del estreno el 3 de diciembre, Kustodiev se reunió con ella en su camerino y amablemente le preguntó si aceptaría posar para él. Y ella acepta. Sin embargo, al conocer el tema de la pintura, exclama: «Ah, entonces! Soy actriz del Teatro de Arte de Moscú y posaré desnuda! Entonces me verán miles de personas, que vergüenza!». Kustodiev logra persuadirla de que es “por el arte» pero si accede a desnudarse en nombre de la imagen de la mujer rusa, al menos no debería hacerlo sin el acuerdo y la asistencia moral de Vassili Lujski.   Al enterarse del acuerdo, el director del teatro Konstantín Stanislavski se enojó y llamó a Shevchenko “libertina", luego se da cuenta de que no debe rechazar talentos prometedores, transforma su ira en piedad y contrata a la actriz para nuevos papeles., 
| Boceto de Kustodiev a lápiz. | Edredón boceto para La belleza.  | Modelo. Pierna derecha. Pie izquierdo, bocetos para La belleza.                                                                           |
| Boceto de Kustodiev a lápiz. | Edredón, boceto para La belleza. | Modelo, pierna derecha y pie izquierdo. Obsérvese que la modelo posó cubriéndose pudorosamente la parte inferior del busto con la sábana. |

En Moscú, Kustodiev comenzó haciendo dibujos a lápiz del natural, luego, cuando regresó a San Petersburgo, creó su pintura sobre lienzo.   El hijo del artista, Ciril Kustodiev, recuerda:  

"En abril de 1915, nos trasladamos a la calle de la Presentación de San Petersburgo (casa 7, apartamento 50), donde había un taller iluminado por dos grandes ventanas. Al otro lado de la calle una plaza rodeaba la iglesia de la Presentación. Entonces mi padre empezó a trabajar en su cuadro La belleza, que es fruto de su búsqueda de un estilo propio y que había comenzado en 1912. El punto de partida de su pintura era un dibujo a lápiz y sanguina, realizado a partir del natural (el posado de la actriz del Teatro de Arte de Moscú). Además de la modelo, y también del natural, dibujó una manta nórdica que mamá le había regalado por su cumpleaños. Trabajaba todos los días en su pintura, comenzando por la mañana alrededor de las seis o las siete y continuando todo el día. El día 10 de mayo, mi madre y mi hermana partieron para Terem·, y nos quedamos los dos. Un día mi abuela, que veraneaba en San Petersburgo, nos trajo tres figuritas de yeso que había comprado en el mercado de Sytny. A mi padre le gustaron mucho, y las representó en el cuadro (a la derecha sobre la cómoda). En casa habíamos conservado un cofre antiguo muy bonito cuyo fondo negro de la tapa estaba decorado con rosas en un jarrón. Mi padre utilizó estos motivos para decorar la parte inferior de la cama aunque cambió los colores".

 Según cuenta su hijo, a principios de agosto su padre terminó la obra. Más tarde le oyó decir que fue en este cuadro donde encontró el estilo propio que había buscado en vano durante tanto tiempo. Recordando a Pavel Fedotov y a los "pequeños maestros holandeses" que admiraba, quería, como ellos, cautivar la mirada del espectador, atraer su atención con detalles significativos. Pero la base de sus imágenes siguieron siendo los lubok, los carteles de los comerciantes, los juguetes hechos a mano, los bordados y los trajes folclóricos rusos.  La pintura se diferencia del boceto a lápiz por los rasgos faciales, así como por el lado irónico y exagerado de la imagen de la mujer, que ya no tiene nada que ver con la imagen de la modelo, la actriz Faina Shevchenko.

## Composición
El original está fechado en 1915 y mide 141 × 185,5 cm, es una pintura al óleo sobre lienzo ; abajo, en la parte inferior, en cirílico antiguo, la firma: “B. Кустодиевъ/1915».  La variante de 1918 mide 81 × 93 cm, un óleo sobre lienzo, firmado abajo a la izquierda “B. Кустодиевъ/1918».  La variante de 1919 tiene 75,5 × 102 cm, sigue siendo un óleo sobre lienzo. ,  Aún existe una variante de 1921 de 72 × 89 cm, óleo sobre lienzo, firmada abajo a la derecha: “B. Кустодиевъ/1921». 
En este cuadro, uno de los más famosos de Kustodiev, el romanticismo nacionalista de la imagen se asocia con la perfección clasicista de las formas, basándose en la tradición del arte clásico y la pintura académica, que, para Kustodiev, están representados por Tiziano y Rubens. Va a contracorriente del modernismo, que dominaba las artes en la época, pero sin embargo tiene en cuenta las nuevas tendencias artísticas. Sus soberbias y coloridas bellezas contrastan con las preciosistas y refinadas modelos de los lienzos de los pintores decadentistas.    

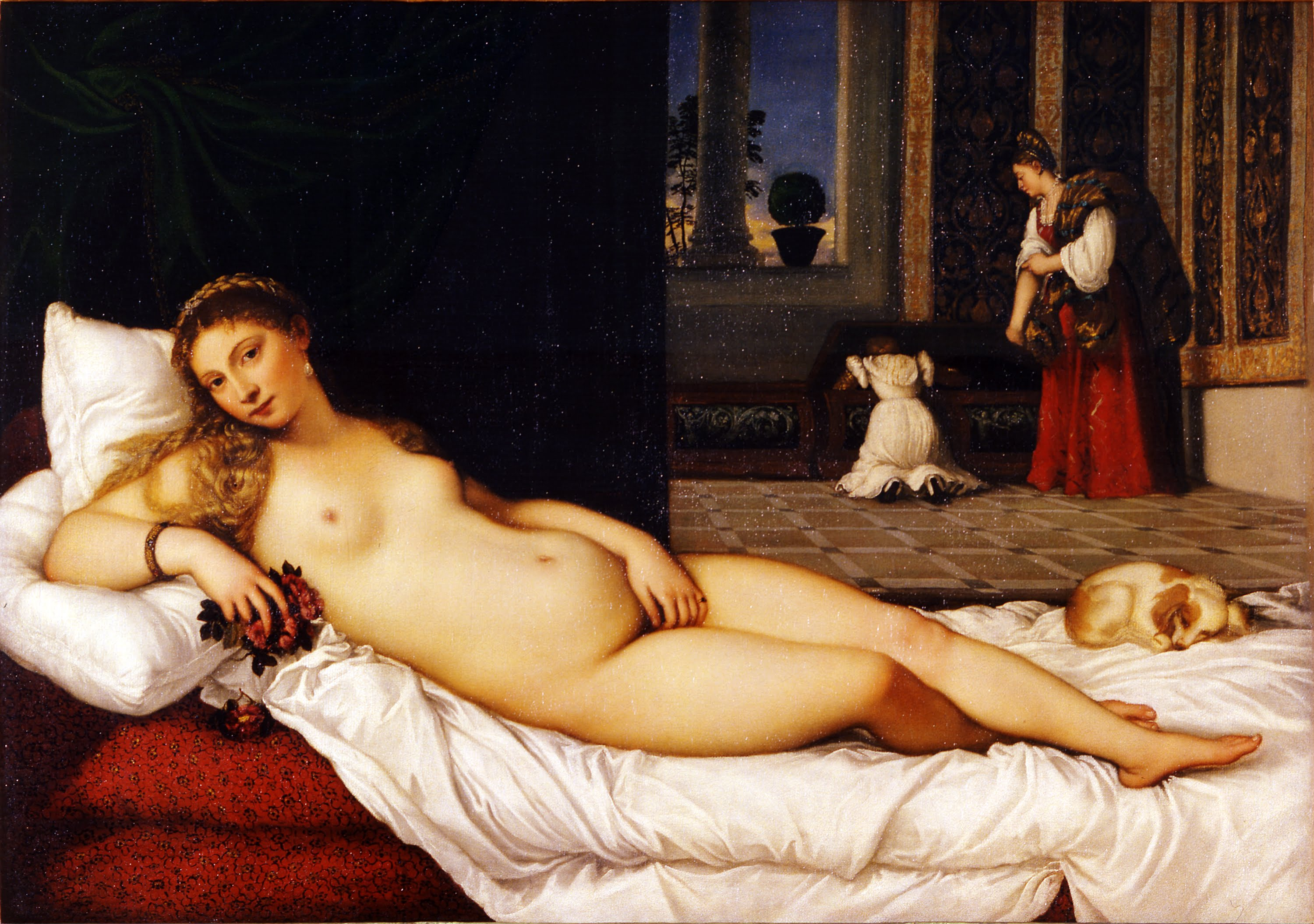
Venus de Urbino, de Tiziano.

Con este cuadro, Kustodiev recurre a un género no muy común en Rusia, el desnudo artístico. Una lánguida comerciante rica sale de sus sueños y se levanta en su opulenta cama entre almohadas de plumas adornadas con encajes bordados. Aparece, sobre el lecho de raso, como una Venus emergiendo de su caracola de nácar. La modelo se encuentra en una posición un poco incómoda, apoyando su codo izquierdo sobre la almohada, se recuesta mientras apoya sus pequeños pies sobre una otomana redonda. Exuda una extraña gracia, un encanto indefinible lleno de modestia. La comerciante rusa obtiene su lozana belleza del tono rubicundo de sus labios, de sus mejillas rosadas, de sus ojos turquesas, de su cabello dorado, de la redondez de sus hombros, de la piel satinada de su cuerpo. Es la representación de la belleza popular, de formas redondas, en medio de su pila de almohadas bordadas y edredón con encaje, que reina como la señora de la casa.   ,  ,  ,    
El bastidor de la cama está decorado con paneles adornados con motivos florales pintados. El papel pintado de la pared contrasta con su tono azul celeste más claro. Está adornado con un patrón de ramos y guirnaldas de rosas. Sobre la pesada cómoda a la derecha, varias pequeñas estatuillas de colores y un frasco de perfume o licor. El conjunto de colores es similar a los del pájaro de fuego: el amarillo en las tres esquinas de la cama, el dorado del cabello de la dama, las diferentes tonalidades de rojo dadas por los motivos florales. El interior es el de una familia de comerciantes acomodados, está decorado con todo tipo de motivos florales, de rosas, símbolos de belleza y feminidad. La comerciante mira enigmáticamente al espectador, a gusto en su desnudez, pacífica pero al mismo tiempo esperando a alguien o algo. Cada detalle del cuadro es una metáfora de la belleza. Esto llega a los ojos del espectador con un espíritu tanto del arte naif como de la estética rusa decimonónica.       

## Crítica y destino

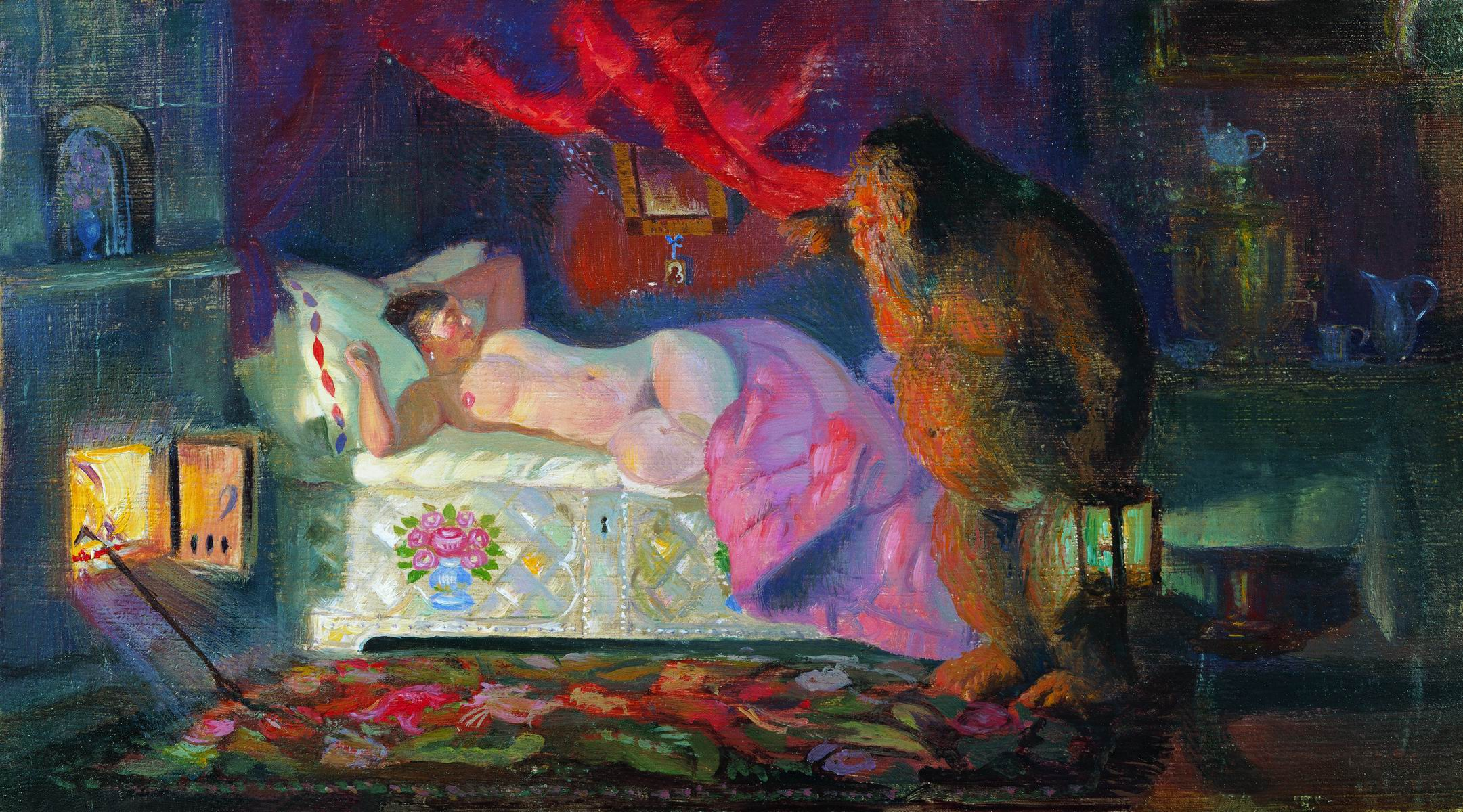
La esposa del comerciante y el genio de la casa (1922).

La belleza se expuso junto con otras obras de Kustodiev y bocetos en las exposiciones de la Mir iskusstva de San Petersburgo y Moscú, organizadas por Konstantin Kandaurov. El propio Kustodiev preparó la disposición de los cuadros en las paredes y les puso los precios. El precio más alto fue para La belleza, por 4 000 rublos. El pintor Ígor Grabar compra cuatro de los lienzos para la Galería Tretiakov.  En la exposición se encuentran Kustodiev y su modelo Faina Shevchenko. Ella suspira - "¡Muy gorda!", y el pintor contesta “Así es» y le besa la mano.  Las opiniones de los críticos sobre el cuadro son múltiples y contradictorias: algunos hablan de un “triste malentendido”, mientras que otros evocan una “ironía sutil". El coleccionista Stepan Kratchkovski escribió a Kustodiev que La belleza era lo más destacado de toda la exposición.  El cuadro sólo despertó la ira de un metropolitano, quien tras visitar la exposición admitió que “Obviamente, fue el diablo quien tomó la mano del pintor Kustodiev, cuando pintó su La belleza, porque me hizo perder el descanso para siempre. Vi su encanto y su ternura y me olvidé de los ayunos y las vigilias. Voy al monasterio donde expiaré mis pecados».     La belleza también agradó mucho a Konstántin Sómov, a quien Kustodiev ofreció un lienzo en miniatura creado especialmente para él que representaba a la esposa de un comerciante en su cama de noche y cerca de ella, en la habitación, observándola un domovoi, genio familiar de la tradición rusa.  Fue creado en 1922 bajo el título: La esposa del comerciante y el genio de la casa. 
Kustodiev volvió más de una vez al tema del cuadro, considerándolo visiblemente como una especie de programa de trabajo y el resultado de su búsqueda de estilo propio en su obra.    Ofreció una copia a Máximo Gorki,  e hizo otra especialmente para Fiodor Chaliapin, representando a su protagonista desde atrás en un estilo bastante teatral    (cabe señalar que Gorki conoció a Chaliapin gracias a Kustodiev). Teniendo estrecha relación con Faina Shevchenko, Chaliapin adoraba la pieza y en 1922 se llevó consigo a París su propia versión.   Conocida también como La novia o La comerciante con un cofre, pues una sirvienta saca de uno algunas prendas para su señora que se está peinando,  el mismo año la pintura se exhibió en la galería Unter den Linden de Berlín, donde el crítico George Loukomski apodó a Kustodiev el Tiziano ruso y su versión de La belleza como la Dánae de Yaroslavl.   La belleza de 1919 perteneciente a Chaliapin se vendió en 2003 durante una “venta rusa» de la sala de subastas Sotheby's en Londres a un comprador ruso anónimo por la suma de 845 000 libras esterlinas (es decir, 1 200 000 dólares).    
| La belleza, versión de 1918; Museo de Bellas Artes de Toula.   | La belleza, versión de 1919; colección privada.   | La belleza, versión de 1921; galería Tretiakov.   |
| La belleza, versión de 1918; (Museo de Bellas Artes de Toula). | La belleza, versión de 1919; (colección privada). | La belleza, versión de 1921; (galería Tretiakov). |

La versión original de La belleza de 1915 se encuentra en la Galería Tretiakov.  . Hasta 1926, estuvo en manos de la familia del pintor, luego en colecciones privadas, pero en 1938 entró en la Galería Tretiakov, procedente de la comisión de adquisiciones de Leningrado, que lo obtuvo tras la confiscación de los bienes de los detenidos en el momento de la muerte, durante la represión estalinista de 1937. La variante de 1918 es el orgullo de la colección de arte ruso del Museo de Bellas Artes de Tula, a la que fue transmitida como regalo por G. P. Malikov en 1959.  En la Galería Tretiakov existe una versión más pequeña, que data de 1921. 